# Гостилица
Гостилица е село в Северна България. То се намира в община Дряново, област Габрово.

## География
Село Гостилица се намира сред северните разклонения на Стара планина, на 12 километра северозападно от град Дряново в посока към Севлиево. Амфитеатралното му разположение върху южния скат на хълма „Ръта“ позволява то да бъде наблюдавано отдалече. На около 1200 метра южно и югоизточно от селото река Янтра, пресичайки малка котловина, живописно криволичи между стръмни брегове. Местността около Гостилица включва заоблени възвишения, валози и оврази, разделени от дълбоки долове с ниска и висока широколистна растителност. В непосредствена близост над селото е залесена борова гора. Около Гостилица са образувани поляни, ливади и земеделска земя (ниви), но бледожълтениканата почва на много места става песъкливо-камениста, което я прави трудно-обработваема и не особено плодородна.
Предвид характера на терена върху който е застроено селото, условно то е разделено на две части. Ниската и по-полегата част местните жители наричат „Долния край“, а по-високо разположените на стръмния скат махали са известни с името „Горния край“. Дори хората се припознаваха като „долненци“ и „горненци“. Средната надморска височина на селото е около 400 метра, а най-високо се издига местността „Топкору“ – 501 метра над морското равнище, отстояща на 3.5 км на запад, близо до съседното село Буря.
На север гостиловското землище граничи с районите на селата Ново село и Балван, на североизток достига до земите на село Ветренци, а на изток опира в хълмистите мери на малките селца Каломен и Чуково. В югоизточна и южна посока граничи със земите на махалите Ритя, Пейна и Караиванца, а също и с нивите на селата Скалско и Славейково. От запад периметърът се затваря с граничната зона на село Буря. Общата полупланинска площ в така описаните граници възлиза на около 32 400 дкр или над 32 кв. км.
Гостилица спада към Предбалканския географски, геоморфоложки и климатичен райони и атмосферните условия много силно се влияят от въздействието на Балкана. Климатът е типично континентален. През лятото температурите достигат до 36 градуса, а зимно време често падат до минус 15 – 20, но в някой редки случаи са достигали и под минус 30 градуса. За района са характерни валежите на дъжд, сняг, суграшица, а през топлите месеци и на градушки. Средногодишното количество на падналите валежи е около 575 мм. Основните дъждовалежи са през периода май – юни, когато не са рядкост интензивни падащи водни количества, създаващи по стръмните улици на селото цели буйно течащи реки. Снеговалежите най-често са през есеннозимните месеци декември, януари, февруари и доста рядко през март. Снежната покривка, с дебелина до 25 – 30 см, се задържа обикновено до края на февруари – началото на март, но макар и рядко има години с обилен снеговалеж и натрупване до 70 – 80 см. За селото са характерни ясните и безоблачни дни, като мъгли се образуват твърде рядко, предимно през последните есенни седмици на годината. Преобладаващите ветрове са северозападните и западните, които по-често донасят валежна облачност. В същото време по-редките североизточни ветрове понякога са много силни и докарват интензивни валежи, съпроводени с унищожителни градушки. От средата на пролетта все по-често се появяват южни и източни ветрове.

### Почви
Почвата е бледожълта, глинеста (суглинка), почти без хумусна и с ниско съдържание на органични вещества. На редица места в землището на село Гостилица се разкриват скални пластове с различен петрографски строеж. Според геоложките изследвания те са от времената на мезозоя, по точно с долнокредна възраст и най-вероятно се отнасят към епохите на неокома, барема и апта. До моста над река Янтра по пътя за Дряново, на десния бряг, се виждат огънати нагоре, светлосини, зърнести и много здрави пластове от пясъчници, образуващи т.нар. мини антиклинала. Те са използвани за строежа на споменатия мост и близкия до него бент с воденица, а също така за пътни настилки и редица постройки. Съвсем близко до тях, в югоизточна посока, е оформен хълм от светлобежови до синкави мергели (т.нар. „Мамульовата ограда“, „Попин ниви“ и „Кратмичката“), които са силно напластени и прорязани от дебели до 1 метър пясъчникови прослойки. Мергелите изграждат и хълма на юг-югозапад от селото наречен „Солашката“. Възвишението върху което е застроено селото също е съставено от мергели, нагъсто прослоени от пясъчници и отгоре покрити с глинясъли мергели и бели глини. От там хората от селото, още преди векове са си копаели „бяла глина“ за измазването на стените вътре в стаите на плетените им от дървени пръти къщи. В местността „На друма“ има глини с оранжевочервен цвят, които са употребявани за направата и измазването на подовете в старите гостиловски къщи. На север и на юг във и до землището на селото се разкриват мощни пластове на варовикови скали в които има различни пещери и други празнини. В северната част на района има едно малко дере, което наричат Пещерин дол. Съвременните повърхностни отложения в района на Гостилица са представени от глини и тънък почвен слой, омесен на редица места с пясък и скални отломъци. Освен споменатите скали с утаечен произход, няма сведения за наличието на магмени или метаморфни скални типове.

### Реки
Изворите на Янтра са между старопланинските върхове Бузлуджа и Атово падало и в района на селото се намира прехода на реката между горното и средното течение. Тук коритото на реката има бързеи, следвани от равни участъци със спокойно течение и е широко 15 -20 м, а водния поток варира по ширина от 5 до 15 м. Средногодишният отток възлиза на 6 – 7 куб.м/сек, но понякога, когато реката приижда, залива крайречните тераси и като стихия помита всичко по течението си. В такива случаи дебитът е достигал над 300 куб.м/сек. През силно сушави периоди водните количества са падали до 1 куб.м/сек. Като леви притоци на реката са две по-големи и непресъхващи дерета, от които на около един километър южно от селото е Кацковка с три леви, пресъхващи лятно време притока – Селския дол, Дражанския дол и Басарин дол, а на 2 км северно от Гостилица се намира т.нар. Бебрьовски дол. Известен е и Калиновския дол, които беше непресъхващ, но през 60-те години на 20 век изворите му бяха „хванати“ за водоснабдяване на обори и той „се изгуби“. От десните притоци на реката по съществени са: Орлов дол, Кратмичката, Гаджов дол, Дреновски дол и Карастаньов дол, някои от които през лятото и есента пресъхват.
Обикновено в началото на доловете и по тяхното течение има извори с твърде малък дебит, на които водата е силно карбонизирана и известна като „варовита“. Някои от изворите са каптирани във вид на кладенци или чешми, от които хората и добитъка утоляват жаждата си. Такива чешми са „Калиновец“, „Чалнишка“, „Кратмичката“, „Дядовото Рачово“, „Корийката“, „Соаря“, „Въльова гьол“, „Стоките“, „Тасьовата чешма“, „Крива старна“, „Деньовската“ и др. някои от които са пресъхнали, а кладенци с изворна и течаща вода има на „Субашин“, „Карастаньова кладенец“, „Селския кладенец“ и др. В близост до речното корито на Янтра има един-два минерални извора с нищожен дебит и високо съдържание на сероводород, които не са подходящи за ползване. Подземните води в района на селото са на значителна дълбочина и до тях се достига с прокопаването на дълбоки кладенци или сондажи (10 – 20 м).

### Фауна
Фауната в района около Гостилица не се различава от тази на останалите части в страната, но от доста десетилетия не се е чувало там да са се появявали мечки, вълци, чакали или диви кози, а се увеличава популацията на сърните и дивите прасета. Обичайно се срещат много зайци, лисици, язовци, порове, таралежи, костенурки, къртици, белки, лалугери, катерици и т.н. Има смокове, усойници, пепелянки, водни змии, различни видове гущери и др. Преди много години по Орлов дол са гнездели орли.
Населението на селото до към средата на 20 век бе запазило своя първичен български антропологичен тип и тогава достигаше до 2100 души, с много малки изключения, родени все там. След колективизацията на земята и започналата индустриализация 1950 – 57 година, се наблюдава бързо и прогресивно стопяване на жителите на Гостилица и вероятно тази тенденция ще е устойчива и трудно обърната. Процеси на масово изселващи се хора от селото има още от края на 18 и 19 век, до началото на Първата световна война. Високата раждаемост (средно по 5 – 6 деца в семейство) е предопределяла много бързото увеличение на населението, а малкото и неплодородна земя е заставило много от родените там да се устройват в други по-близки или далечни краища на страната и дори чак в Америка (САЩ). Цели „колонии“ от гостиловци са заселени в селата Градище (община гр. Левски), Върбак и Хитрино (Шуменско), Водица (Поповско) и др. Изселилите се през втората половина на 20 век отиват най-вече в градовете Дряново, Габрово, Велико Търново, София и Варна. През последните няколко десетилетия в селото се заселиха, малко цигани и турци, които успешно са се включили в обществения живот там.
Селото е свързано чрез удобни асфалтови пътища с градовете Дряново, Габрово, Севлиево, Велико Търново и с околните села. Най-близката и удобна жп гара е в Дряново, а на 6 км северно се намира главния автопът София-В. Търново-Варна. До селцето Междени, на около 8 км на юг има аеродром за малки самолети от гражданската и селскостопанската авиация.

## История
Районът на днешното село е населяван от Античността. На два километра източно от Гостилица са разкрити археологически свидетелства за римско тържище, интерпретирани като емпориума Дискодуратере. Под името Гостина, селището е споменавано и в документи от Османския период, датирани през 1430, 1617 и 1638 гг. Църквата „Св. Богородица“ е построена през 1841 г., първото училище – през 1849 г., а читалище „Орач“ – през 1894 г. През 1943 г. в местността  Саридаа край селото е застреляна шумкарката Ст. Цонева (Буря). През социализма в селото работи цех за домашни потреби.

## Население
Преброяване на населението през 2011 г.
Численост и дял на етническите групи според преброяването на населението през 2011 г.:
|                     | Численост | Дял (в %) |
| Общо                | 388       | 100,00    |
| Българи             | 346       | 89,17     |
| Турци               | 9         | 2,31      |
| Цигани              | 8         | 2,06      |
| Други               | 20        | 5,15      |
| Не се самоопределят | 0         | 0,00      |
| Неотговорили        | 5         | 1,28      |

## Говор
Характерните особености на местния диалект включват:
- изпускане на съгласната х: льап (хляб), снъ`а (снаха)
- лексикални отклонения от книжовната норма – пъп`ур (царевица)
- екащ изговор на ятовата гласна в думи като н`емъ (няма)
- силна редукция на неударените гласни и преминаване на краесловата ударена а в ъ – ълв`ъ (халва), кус`ъ (коса)

## Образование
Гостилица не може да се похвали с известни личности от национално значима стойност, но има много отлични специалисти, почти във всички области на науката и практиката (професори, доценти, старши научни сътрудници, научни доктори, лекари, инженери, агрономи, учители, военни специалисти, летци, строители, механици и т.н.). Влечение към образованието и просветата у жителите на селото е имало от незапомнени времена. Преди Освобождението е основано класно училище, силно развито в началото на 20 век, когато през 1911 г. е открита нова голяма сграда с отделни класни стаи. В нея се помещава гостиловската прогимназия „В. Е. Априлов“, в която са учили през някои години по около 200 ученици.

## Културен живот
През 1894 година в селото е основано читалището „Христо Ботев“ с първоначално име „Орач“, в което е развивана многообразна културна дейност. От 1954 г. то се помещава в собствен читалищен дом, разполагащ с библиотека, обширен салон и модерна сцена, гримьорни и др. От много десетилетия там са се изявявали самодейци от селото, и то като отлични актьори в постановката на редица класически пиеси или работи на самобитни местни автори. Освен това на гостиловската сцена са гастролирали едни от най-знаменитите български певци, и музиканти на народна и естрадна музика, хумористи, рецитатори, солисти и т.н.
От много време в селото съществува самобитна група за изворен фолклор, известна под колоритното име „Гостиливски баби“. Тези, така наречени, „баби“ представят със завидно артистично майсторство своите музикално-театрални програми при участието си в много фолклорни събития из страната и са спечелили призови места и награди в това число и на националния фолклорен фестивала в Копривщица. Най-вече обаче те са спечелили овациите, признателността и сърцата на публиката, пред която са се представяли. Те пресъздават много народни обичаи, характерни за района, като Ладуване, Трифон зарезан, Лазаруване и др. Наситен с много зрелищност и изненади е селският обичай, познат там под името „Ялова Понуда“, когато всички жени се обличат като мъже, обикалят селото на голяма група и когато срещнат първия мъж го вдигат и го разнасят с тях. Този ден мъжете се страхуват да излизат по улиците и си стоят по къщите.
Важно събитие от живота в селото е „гостиловският събор“ или както си го наричат там сбор или сбора (збора). Той се провежда всяка година на 21 сепрември, като традицията се спазва от незапомнени времена. Няма по-важен празник от сбора в това село! Преди много години, когато немотията е прогонвала хората от там дори по чужди държави, гостиловци са се прибирали чак от Америка за сбора. Вече в последния ден на лятото хората са се отпускали от усилния кърски труд, и са си правели равносметка за постигнатото. На сбора всички са пременени празнично и се събират в центъра, където свири селската музика (бандите) и се вият по две-три хора. Всеки дом е отворен и домакините посрещат познати и непознати гости (сборяни) от всякъде. Селото е „наводнено“ със сергии, стрелбища, въртележки и какво ли не още. Имало е години, когато сборът е продължавал по три дена.
От 2012 година се провежда всяка есен Празник на кратуната, организирано от Читалището. От 2016 година е Музикален фестивал Празник на кратуната. Гостуват изпълнители от цялата страна. Провежда се и творческа работилница за работа с кратуни.
От 2017 година се провежда и конски фестивал.
В селото от 2017 година се провеждат и крикет мачове от чуждите заселници.